# Pachydema jeannei
Pachydema jeannei es una especie de coleóptero de la familia Scarabaeidae.

## Distribución geográfica
Es endémica de Tenerife, en las islas Canarias (España).